# Indië-monument (Heerenveen)
Het Indië-monument is een monument in de plaats Heerenveen. Het gedenkteken bevindt zich aan de Minckelersstraat in de groenstrook naast het Museum Heerenveen en het Ernst van Harenplein.
Op de herdenkingsplaquette staan namen van vijf Heerenveense militairen gegraveerd die gesneuveld zijn tijdens de oorlog (1945-1950) in voormalig Nederlands-Indië. De plaquette bevond zich tot 2023 in een muurtje aan het Gashoudersplein.

## Vormgeving
De herdenkingsplaquette is vanaf augustus 2023 opgenomen in een kunstwerk, in opdracht van Indië-veteraan Jurjen Pal en zijn echtgenote Antje Pal-Bles, vormgegeven door kunstenaar Rokus Greebe. 
Voor het monument is gekozen om een aantal elementen uit Nederlands-Indië te gebruiken die de Indiëgangers hebben ontmoet.
- De zuil bestaat uit poreus vulkanisch gesteente, tekenend voor de destijds onstuimige politiek ter plaatse en voor het vulkanische landschap van het land waar de Nederlandse militairen naar werden uitgezonden. Het poreuze basalt zal in de loop der tijd bezet worden door mossen en varentjes en daarmee het tropische landschap symboliseren. De roodbruine voet is overeenkomstig met de Indonesische aarde.
- Halverwege de zuil is de bestaande gedenksteen opgenomen. Erboven is een bolvormige structuur zichtbaar met op ooghoogte de evenaar. Op deze parallel is het op aarde even lang dag als nacht met een abrupte overgang van licht naar donker. De zon is op deze scheiding ondergegaan in goud, te zien als een eerbetoon aan de omgekomen Heerenveense militairen.
- Aan de bovenkant van de nachtelijke hemel staat een zilveren liggende maan, zoals de militairen die ook gezien zullen hebben. Daaronder buigen de palmbomen als eerbetoon aan de gevallen slachtoffers.

## Herdenking
Op de jaarlijkse herdenking worden ook de Nederlanders herdacht die tijdens de Japanse bezetting van Nederlands-Indië in de Tweede Wereldoorlog slachtoffer zijn geworden. De capitulatie van Japan vond plaats op 15 augustus 1945.